# Armoiries de Bahreïn
Les armoiries de Bahreïn furent dessinées dans les années 1930 par le Conseiller britannique du souverain de Bahreïn de l'époque. L'écu reprend le drapeau national. Il est composé d'un champ de gueules au chef dentelé de 5 pointes d'argent. L'écu est entouré par deux lambrequins d'argent et de gueules, et depuis 2022, est surmonté d'une couronne.